# 성수초등학교 (경기)
성수초등학교(城壽初等學校)는 대한민국 경기도 성남시 수정구 수진2동에 있는 공립 초등학교이다.

## 학교 연혁
- 1986년 2월 14일 성수초등학교 설립인가
- 1987년 3월 1일 초대 이응범 교장 취임
- 1987년 3월 1일 22학급 편성
- 1987년 3월 1일 병설 유치원 2학급 편성
- 1987년 4월 4일 개교
- 1987년 11월 15일 4개 교실 증축
- 1988년 10월 25일 8개 교실 및 과학실 증축
- 1989년 2월 17일 제1회 졸업식 거행
- 1990년 9월 26일 과학교육 시범학교 운영 보고
- 1991년 2월 1일 5개 교실 증축
- 1995년 8월 2일 급식 학교 지정(성남시청예산)
- 1997년 7월 7일 급식학교 개시
- 2001년 9월 1일 제7대 김영일 교장 취임
- 2004년 2월 11일 제16회 졸업식 거행
- 2004년 3월 1일 32학급 편성(유치원 2학급)
- 2005년 2월 15일 제17회 졸업식
- 2005년 3월 1일 31학급 편성(유치원 2학급)
- 2006년 2월 15일 제18회 졸업식
- 2006년 3월 1일 제8대 이강동 교장 취임, 31학급 편성(유치원2학급)
- 2007년 2월 15일 제19회 졸업식
- 2007년 3월 1일 33학급 편성(유치원 2학급 포함)
- 2008년 2월 19일 제20회 졸업식
- 2008년 3월 1일 제9대 김민홍 교장 취임, 33학급편성(유치원 2학급 포함)
- 2009년 2월 19일 제21회 졸업식
- 2009년 3월 1일 32학급 편성(유치원 2학급 포함)
- 2010년 2월 12일 제22회 졸업식
- 2010년 3얼 1일 31학급 편성(유치원 2학급 포함)
- 2011년 2월 16일 제23회 졸업식
- 2011년 3월 1일 31학급 편성(유치원 2학급 포함)
- 2011년 3월 1일 제10대 박현숙 교장 취임
- 2012년 2월 15일 제24회 졸업식
- 2012년 3월 1일 29학급 편성(유치원 2학급, 특수반 1학급 포함)
- 2013년 2월 15일 제25회 졸업식
- 2013년 3월 1일 28학급 편성(유치원 2학급, 특수반 1학급 포함)
- 2014년 2월 14일 제26회 졸업식
- 2014년 3월 1일 28학급 편성(유치원 2학급, 특수반 1학급 포함)
- 2015년 2월 5일 제27회 졸업식
- 2015년 3월 1일 28학급 편성(유치원 2학급, 특수반 1학급 포함)

## 참고 자료
- 성수초등학교 - 한국교육학술정보원 학교알리미